# マーシャ・バルハウス
マーシャ・バルハウス（Mascha Ballhaus　2000年7月27日- ）はドイツ・ハンブルク出身の柔道選手。階級は52kg級。

## 経歴
2017年のヨーロッパカデ48㎏級で優勝するも、世界カデでは2位だった。その後階級を52㎏級に上げると、2021年のグランドスラム・パリで3位、U23ヨーロッパ選手権で2位になった。2023年のグランドスラム・タシケントでは決勝で元世界チャンピオンの日本の志々目愛を技ありで破って、IJFワールド柔道ツアー初優勝を飾った。グランドスラム・アブダビで2位、ヨーロッパ選手権では3位だった。2024年の世界選手権では準々決勝でフランスのアマンディーヌ・ブシャールに敗れるも、その後の3位決定戦で日本の白石響を技ありで破って3位になった。パリオリンピックでは7位だった。2025年の世界選手権では準決勝で阿部詩に敗れるも、3位決定戦で大森生純を有効で破って3位になった。
IJF世界ランキングは4332ポイント獲得で10位(25/6/2現在)。

## 主な戦績
48㎏級での戦績
- 2016年 - ヨーロッパカデ　3位
- 2017年 - ヨーロッパカデ　優勝
- 2017年 - 世界カデ　2位

52㎏級での戦績
- 2021年 - グランドスラム・パリ　3位
- 2021年 - U23ヨーロッパ選手権　2位
- 2023年 - グランドスラム・タシケント　優勝
- 2023年 - グランドスラム・トビリシ　3位
- 2023年 - グランプリ・ザグレブ　3位
- 2023年 - グランドスラム・アブダビ　2位
- 2023年 - ヨーロッパ選手権　3位
- 2024年 - グランプリ・リスボン　3位
- 2024年 - グランドスラム・トビリシ　3位
- 2024年 - 世界選手権　3位
- 2024年 - パリオリンピック　7位
- 2025年 - グランドスラム・バクー　2位
- 2025年 - グランプリ・リンツ　3位
- 2025年 -　グランドスラム・アスタナ　優勝
- 2025年 - 世界選手権　3位

(出典、JudoInside.com)